# Ладыжец, Владимир Иванович
Владимир Иванович Лады́жец (укр. Володимир Іванович Ладижець; 17 июня 1924, с. Харьковцы, Подольская губерния — 22 ноября 1991, Ужгород) — советский украинский поэт, прозаик, публицист, журналист и переводчик.

## Биография
Родился в семье сельского учителя. Детство и юность В. И. Ладыжца прошли в родном селе. Первые стихи молодой поэт опубликовал в апреле 1941 г. Участник Великой Отечественной войны, в рядах Красной Армии с 1942 по 1944 г. Печатался на страницах войсковой газеты «Зенитчик». После окончания войны окончил Высшую партийную школу при ЦК Компартии Украины.
Поселился в Ужгороде, где в течение многих лет был на редакторско-издательской работе. Активно В. И. Ладыжец начал печататься с 1944 года. В 1950 году был принят в члены Союза писателей Украины.
Работал главным редактором Закарпатского областного книжно—газетного издательства. Возглавлял Закарпатскую организацию Союза писателей Украины.
Умер В. И. Ладыжец 22 ноября 1991 и похоронен на Холме Славы в Ужгороде на кладбище Кальвария.

## Творчество
Первый сборник стихов поэта «Славлю труд» вышел в 1950 г. За ним последовали издания «Єдність» (1951), «Винобрання» (1952), «За синіми перевалами» (1955), «Лірика» (1959), «Між берегами», «З далеких і близьких доріг» (1963), «Ясновид» (1974), «Вибране» (1984) и др.
В. И. Ладыжец внёс значительный вклад в детскую литературу. Его произведения сегодня составляют солидную часть золотого фонда украинской детской литературы.
Первая книжка его детских стихов «Сопілка» вышла в 1953 г. После этого отдельными изданиями вышел ряд детских книжек Ладыжца:
- Казки (1955)
- Я живу на Закарпатті (1956)
- Герої нашого двору (1959)
- Ой дударі-трударі (1960)
- Ми малята-веселята (1961)
- Біг лисок через лісок (1962)
- Топ, топ, топаночки (1964)
- Я малий собі гуцулик (1965)
- Ой чесало дівча косу (1967)
- Гей, коники, гей конята (в переводе на венгерский язык, Будапешт, 1973)
- Трембіта (1974)
- Зелен виноград (1977)
- Сонце над Верховиною (1979) и другие.

Информация о жизни и творчестве писателя, ряд его стихов для детей та рассказ «Вузлик» были включены в пособие «Верховиночка» (2003, кн. І) для общеобразовательных школ.
Поэзия В. Ладыжца для детей получила высокую оценку в литературоведов и критиков. Они переиздаются, печатаются в школьных учебниках и хрестоматиях, антологии «Радуга» (1960, 1969, 1985), «Антологии украинской поэзии» (Киев, 1985. — Т. 5), коллективных сборниках «Веселые колокольчики» (1957), «Карпатская весна» (1982), «Двенадцать месяцев» (1983), детских журналах «Малятко», «Барвинок», альманахах «Советское Закарпатье» (1957, кн. 1). «Карпаты» (1958, кн. И) и др.
Из-под пера писателя вышли десятки книжек лирики, поэм «Верховинка», «Николай Яснозора», лирических повестей «Харьковцы мои». Вершиной его прозы по праву считается трилогия «Перехрестя», в которую вошли романы «Перехрестя» (1967), «Расшатанная земля» (1971), «За бруствером — рассвет» (1976). Роман вышел несколькими изданиями, переведен на русский язык (под названием «На перепутье» в 1981 г.).
Произведения В. Ладыжца переводились кроме русского языка, также на белорусский, эстонский, молдавский, осетинской, венгерском и другие языки. В переводе на русский язык в Москве были изданы его детские книжки «Закарпатская свирель» (1958), «Черевички» (1961), «Вышло сонце на лужок» (1975), «Орлиный дом» (1983), на венгерском в Будапеште «Ей коники, ей конята» (1973). Около 30 книжек автора были изданы в разных издательствах Украины и за её пределами.
Плодотворно работал В. Ладыжец и как переводчик, им переведён ряд произведений с венгерского, чешского, словацкого и других языков.

## Награды
- Республиканская литературная премия им. Леси Украинки (1985) — за сборники детской поэзии «Ласточки с Карпат» и «Орлиный дом»
- орден «Знак Почёта» (24.11.1960)
- медали
- Грамота Президиума Верховного Совета УССР.